# 워프 스피드 작전

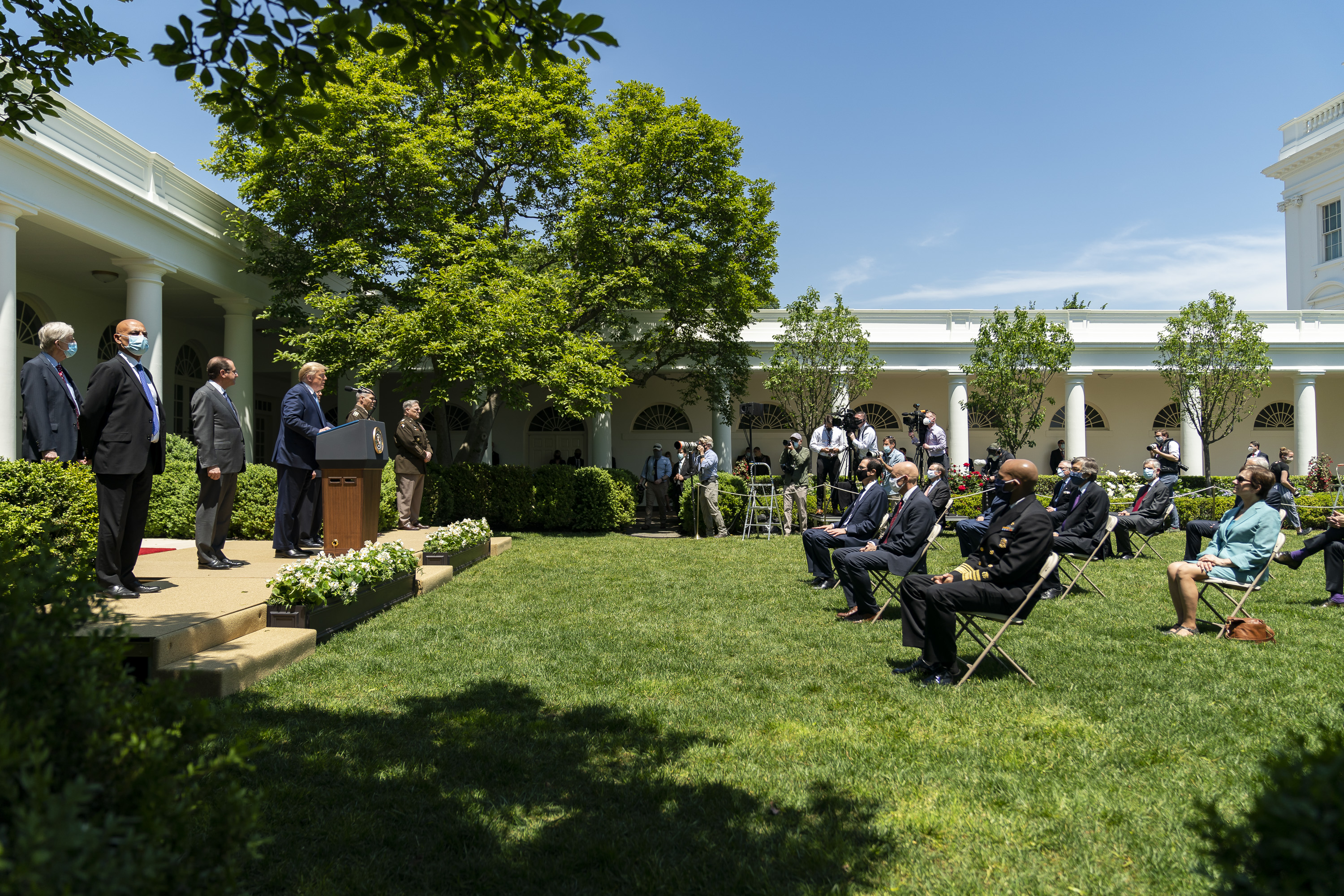
2020년 5월 15일, 트럼프 대통령이 백악관에서 워프 스피드 작전을 공식적으로 발표했다.

워프 스피드 작전(Operation Warp Speed, OWS)은 미국 정부의 신속한 코로나19 백신 개발, 배포, 접종 사업이다.

## 역사
2020년 3월, 도널드 트럼프 대통령은 전문가들이 약 18개월로 보는 코로나19 백신 개발 기간을 8개월 단축하는 ‘워프 스피드 작전’(Operation Warp Speed)을 지시했다. 알렉스 에이자 미국 보건복지부 장관에게 이 임무를 부여했으며, 민간 제약회사와 정부 기관, 군이 참여한다. 2021년 1월까지 코로나19 백신 3억명 분량을 확보하는 게 목표다.
2020년 3월 27일, 미국 의회는 CARES Act(Coronavirus Aid, Relief, and Economic Security Act)를 제정했다. 이 법률에 따라 100억 달러(12조원)이 워프 스피드 작전에 투입되었다.
2020년 12월 18일, 미국 식품의약국(FDA)는 미 제약사 모더나가 개발한 코로나19 백신 mRNA-1273의 긴급사용승인을 했다. 워프 스피드 작전의 일환으로 미국 정부의 전폭적인 예산 지원을 받아 모더나가 백신을 개발했다. 미국 국립보건원(NIH)과 함께 개발을 시작했으며, 연방정부 자금 25억 달러(약 2조7300억원)를 지원받았다. 미국 정부는 2020년 7월 모더나와 2021년 1분기까지 백신 1억 도스를 공급받는 계약을 맺었다. 12월에 추가로 1억 도스를 구매해 2021년 2분기에 공급받기로 했다.

## 백신 개발
미국 정부는 워프 스피드 작전으로 다음의 백신 개발에 개발비를 지원했다.
- 존슨앤존슨(얀센제약), 10억 달러, JNJ-78436735
- 아스트라제네카, 12억 달러, AZD1222
- 모더나, 15.3억 달러, mRNA-1273
- 노바백스, 16억 달러, NVX-CoV2373
- 머크, 3800만 달러, V590
- 사노피, 21억 달러

이 중에서 아스트라제네카의 AZD1222, 모더나의 mRNA-1273가 세계에서 가장 빠른 3상 임상시험에 진입한 3개의 백신 중 2개가 되었다.